# Abendschau (SDR, SWF und HR)
Die Abendschau war ein regionales Nachrichtenmagazin aus der Frühphase der Fernsehprogramme der öffentlich-rechtlichen Rundfunkanstalten in Deutschland. Es wurde von 1955 bis 1973 von den Rundfunkanstalten SDR, SWF und HR in Kooperation produziert und beschäftigte sich mit Nachrichtenthemen aus dem deutschen Südwesten (Rheinland-Pfalz, Baden-Württemberg und Hessen). Das Format ist eine Vorgängersendung der Hessenschau (HR) sowie der SWR-Aktuell-Sendungen für Rheinland-Pfalz und Baden-Württemberg (SWR).

## Geschichte
Am 23. April 1955 wurde erstmals das Regionalmagazin „Von Rhein und Neckar“ des SDR ausgestrahlt, der Vorläufer der „Abendschau“. Das Format wurde in der Folge gemeinsam vom SDR und SWF produziert. Am 16. Juli stieg der Hessische Rundfunk mit ein. Das Nachrichtenmagazin firmierte von nun an unter dem Namen „Von Rhein, Main und Neckar“. Das Format wurde immer mittwochs und samstags um 19 Uhr gesendet. Die Sendung am Mittwoch beschäftigte sich vorrangig mit Landespolitik, während in der Sendung samstags regionale Berichte im Vordergrund standen. 1955 wurde die Mittwochssendung von SWF und HR produziert, während die Samstagssendung zunächst von SDR und SWF produziert wurde.
Ab dem 1. April 1957 wurde das Format in „Abendschau“ umbenannt und lief immer von 19:00 bis 19:30 Uhr. Der stetige Ausbau des Mitarbeiterstabes der Rundfunkanstalten im noch jungen Fernsehbereich ermöglichte eine Sendung an jedem Werktag. Die „Abendschau“ wurde nun kontinuierlich in Kooperation von HR, SDR und SWF produziert – und abwechselnd aus Frankfurt, Baden-Baden und Stuttgart gesendet. Einen Schwerpunkt der Montagssendung bildete das Themenfeld „Sport“ mit einem ebenfalls regionalen Schwerpunkt. Da jede Sendung im Wechsel von einer der drei Rundfunkanstalten betreut wurde, verlagerten sich häufig auch die inhaltlichen Schwerpunkte der jeweiligen Sendungen in das Sendegebiet der betreuenden Rundfunkanstalt.
1961 startete der HR das regionale Magazin Hessenschau und schied damit aus der Kooperation aus. SDR und SWF betreuten die Abendschau fortan im Wechsel. Es wurde täglich – außer sonntags – gesendet. Ab 1966 wurde die Abendschau ausschließlich aus dem Funkhaus Stuttgart gesendet und stand damit unter Leitung des Süddeutschen Rundfunks. Zuvor hatten die beiden Rundfunkanstalten eine Verwaltungsvereinbarung geschlossen. Die Leitung der Stuttgarter Gemeinschaftsredaktion übernahm am 15. Oktober der SDR-Chefredakteur Emil Obermann.
Seit dem 3. Januar 1966 gab es zwei regionale Ausgaben der Abendschau – jeweils für Baden-Württemberg und Rheinland-Pfalz. Am 1. Februar 1973 firmierten die regionalen Ausgaben „Abendschau Baden-Württemberg“ und „Abendschau Rheinland-Pfalz“ im vorabendlichen Programm von SDR und SWF als „Abendjournal“. Das „Abendjournal“ lief an Werktagen von 18:00 Uhr bis 18:25 Uhr. Zusätzlich gab es eine „Landesschau“ für beide Bundesländer, die jeweils von 19:45 bis 20 Uhr gesendet wurde.
1998 fusionierten SDR und SWF zum Südwestrundfunk (SWR). Das regionale Nachrichtenformat wurde in der Folge noch mehrfach umbenannt und verändert. Bis zum 31. März 2011 wurde das Magazin als „Baden-Württemberg aktuell“ bzw. „Rheinland-Pfalz aktuell“ im SWR Fernsehen ausgestrahlt. Seit 2011 lief die Sendung unter dem Namen „Landesschau aktuell“.  5. Oktober 2017 erfolgt die Umbenennung der Nachrichtensendung in SWR Aktuell Baden-Württemberg und SWR Aktuell Rheinland-Pfalz.
Redaktionsleiter ab 1966: Redaktionsleiter der Abendschau Baden-Württemberg. Die Abendschau Rheinland-Pfalz (ab 1966 aus Mainz ausgestrahlt) hatte seit diesem Sendestart auch eine eigene Redaktionsleitung. Erster Redaktionsleiter war Manfred Buchwald.
- 1955–1958: Horst Jaedicke
- 1958–1961: Helmut Greulich
- 1961–1962: Heinz-Rudolf Fritsche
- 1963–1965: Walter Mechtel
- 1965–1967: Klaus Ullrich
- 1967: Emil Obermann
- 1986–1972: Ulrich Kienzle
- 1972–1976: Manfred Strobach
- 1976–1981: Dieter Schickling
- 1982–1987: Wieland Backes
- 1987–1991: Kristina Reichert
- 1991–2001: Wolf Trippel
- Ab 2001: Ulrich Andelfinger

## Abendschauen in  der ARD- und SWR-Mediathek
Seit Oktober 2019 stellt der SWR unter der Marke SWR Retro sein Fernseharchiv als Mediathek online. Seitdem werden zunehmend Beiträge der Abendschau aus den 1950er und 1960er Jahren dauerhaft zum Abruf und zur Recherche in die ARD Mediathek gestellt.